# Генріх II (герцог Баварії)
Ге́нріх II Норовливий (нім. Heinrich der Zänker; 951—28 серпня 995) — герцог Баварії в 955—976 роках та з 985—995 роках, герцог Каринтії у 989—995 роках. Отримав своє прізвисько завдяки численним повстанням проти імператорів Священної Римської імперії.

## Життєпис

### Герцог Баварії
Походив з Саксонської династії. Син Генріха I, герцога Баварії, та Юдіт з династії Луїтпольдингів. Народився у 951 році. У 955 році після смерті батька стає новим герцогом. Втім, з огляду на малий вік, регенткою стала матір Генріха II.
У 970 році він перебрав фактичну владу. У 972 році уклав союз з Швабським герцогством та Бургундським королівством, який підкріпив шлюбом, оженившись на Гізелі, доньці Конрада I, короля Бургундії. У 973 році зумів домогтися обрання двоюрідного брата Генріха єпископом Аусбургу. Того ж року після смерті свого шварґа Бурхарда III висунув претензії на Швабію. Втім імператор передав герцогство своєму небожу Оттону.
У 974 році Генріх II організував змову проти імператора Оттона II. До неї увійшли також Саксонія, Болеслав II, князь Чехії, та Мешко I, князь Польщі. Проте цю змову було розкрито, і герцога зі спільниками було запроторено до замку Інгельхайм. Незабаром Генріху II вдалося втекти з-під варти до Болеслава II, князя Чехії.
У 976 році він повернувся до Баварії і підняв там нове повстання. Імперські війська вдерлися до Баварії. Баварський герцог був змушений тікати. Герцогська корона була передана небожу імператора Оттону Швабському. Крім того, від Баварії була відокремлена Східна марка (територія сучасної Австрії).

### Подальша діяльність
У 977 році він підбив Генріха I, князя-єпископа Аугсбурга, і Генріха, герцога Каринтії, на нове повстання, що отримало назву «Війна трьох Генріхів». Повстання знову було розгромлено, а Генріха 978 року відправлено під нагляд Фолькмара, єпископа Утрехтського.

### Повернення до Баварії
Після смерті Оттона II, в 983 році Генріх вийшов на свободу, але відразу ж підняв повстання проти малолітнього імператора Оттона III. Йому не вдалося заволодіти престолом Німеччини, але в 985 році йому повернули Баварію, а в 989 році ще й надали Каринтію. З тих пір Генріх утримувався від повстань, зосередившись на внутрішньому розвитку своїх володінь.
Помер в 995 році і був похований в Гандерсгаймському абатстві.

## Родина
Дружина — Гізела, донька Конрада I, короля Бургундії
Діти:
- Генріх ІІ (973/978–1024), імператор Священної Римської імперії у 1002—1014 роках[4]
- Бруно (д/н—1029), єпископ Аусбургу у 1006—1029 роках
- Гізела (984/985–1060), дружина Іштвана I, короля Угорщини[5]
- Бригіта (д/н—після 1004)

Бастард:
- Арнольд (д/н—1018), архієпископ Равенни